# Bački Breg
Bački Breg (srbsky Бачки Брег, maďarsky Béreg) je vesnice nacházející se v severozápadní části Srbska, autonomní oblasti Vojvodina, administrativně součást opštiny Sombor v Západobačském okruhu. V roce 2011 zde žilo 1140 obyvatel, počet obyvatel vsi od roku 1961 postupně klesá. Obyvatelstvo je zde většinově chorvatské národnosti (53 %), nejpočetnější národnostní menšinou jsou zde Srbové, zastoupeni jsou také Maďaři.
Obec se nachází na samotné hranici Srbska s Maďarskem (z maďarské strany stojí vesnice Hercegszántó). První písemná zmínka je z roku 1319. Je doloženo, že vesnice byla opuštěná během válek s Turky. Vesnice se rozšiřovala od místa současného kostela směrem na sever a na východ, západním směrem kdysi tekl Dunaj, než se veletok během staletí přemístil do současného koryta. Současný katolický kostel je z roku 1786.
Obcí prochází silnice č. 15, která spojuje Bezdan přes Bački Breg s Maďarskem. U obce vede rovněž nevyužívaná Železniční trať Sombor – Bački Breg.